# Франк, Марго
Марго (Маргот) Бетти Франк (нем. Margot Betti Frank; 16 февраля 1926 — март 1945) — старшая сестра Анны Франк, девочки, которая с 1942 по 1944 вела в оккупированном нацистской Германией Амстердаме свой знаменитый дневник, благодаря которому их семья стала одной из самых известных жертв нацизма. Согласно дневнику Анны, Марго тоже вела в тот период свой дневник, однако он был утерян.
В литературной версии дневника Анна изначально хотела вывести Марго под псевдонимом Бетти Робин (нидерл. Betty Robin), но в итоге поменяла его на Бетти Аулис (нидерл. Betty Aulis).

## Биография
Марго была названа в честь её тёти по материнской линии Беттины Холлендер (1898—1914). Первые годы своей жизни она провела с родителями и младшей сестрой во Франкфурте-на-Майне. До того как Адольф Гитлер пришёл к власти в Германии и НСДАП победила на муниципальных выборах во Франкфурте в 1933 году, Марго ходила во франкфуртскую школу Людвига-Рихтера, после чего начались антисемитские меры, из-за которых еврейские школьники были изгнаны из общественных школ. Тогда отец Марго Отто Франк эмигрировал в Амстердам, где стал директором акционерного общества «Опекта». Марго вместе с матерью и сестрой переезжает в июне 1933 к бабушке в Аахен, откуда в сентябре того же года Эдит переехала к Отто в Амстердам, а 5 декабря к ним присоединилась и сама Марго (а в феврале 1934 года и Анна).
В Амстердаме Марго пошла в расположенную недалеко от их нового дома на юге Амстердама начальную школу на Якуштраат. Там она достигла превосходных академических результатов и училась до тех пор, пока в 1940 году немецкие войска не вторглись в Нидерланды, после чего, из-за установленных в Амстердаме антисемитских законов, Марго вынуждена была перейти в специальный Еврейский лицей, в котором она всё так же прилежно училась. В памяти своих одноклассников она сохранилась как очень добрая и религиозная. В своём дневнике Анна упоминает различные ситуации, когда её мать высказывала пожелание, чтобы Анна брала пример с Марго. Хотя Анна всегда восхищалась своей старшей сестрой, она всё же хотела сформировать себя как личность без всяких образцов для подражания.
Подобно Анне, которая близко дружила с девочкой Сюзанн Ледерман, Марго близко дружила со старшей сестрой Сюзанн Барборой Ледерман, которая в будущем стала женой американского биохимика Мартина Родбелла.
Если у Анны, как и у её отца, было двойственное отношение к Торе, то Марго, последовав примеру своей матери, вступила в еврейское сообщество Амстердама. Она изучала иврит, посещала синагогу, а в 1941 стала членом голландского сионистского клуба для молодых людей, которые хотели эмигрировать в Эрец-Исраэль. Согласно дневнику Анны, Марго хотела стать там акушеркой.
Марго было 16 лет, когда 5 июля 1942 года в квартиру Франков пришла повестка в гестапо на её имя, предписывающая явиться ей для отправки в транзитный концентрационный лагерь Вестерборк. Тогда её семья решила на следующий же день укрыться в здании на набережной Принсенграхт 263, где располагалась фирма «Опекта», принадлежащая Отто Франку. Чтобы не привлекать внимание, семья решила разделиться: рано утром, ещё до рассвета, коллега её отца Мип Гиз забрала Марго от их дома и отвела в «Опекту» (Марго сильно рисковала, так как ехала на велосипеде, а с её одежды была снята «Звезда Давида»). Через несколько часов в «Опекту» перебрались и Отто с Эдит и Анной.
С помощью работников фирмы задняя часть дома была превращена в убежище. Позже к ним примкнули их друзья — супружеская чета ван Пельс вместе с их сыном (Петер ван Пельс ходил в один с Марго лицей) и дантист Фриц Пфеффер. В убежище они скрывались два года, после чего 4 августа 1944 года туда нагрянула полиция по доносу неизвестного человека, личность которого так и осталось невыясненной.
Все восемь человек четыре дня содержались в тюрьме на улице Ветерингсханс, а затем были помещены в Вестерборк, где их разместили в штрафном бараке как незаконно скрывавшихся евреев. Оттуда 3 сентября они были депортированы в Освенцим. По жестокой иронии судьбы это был последний эшелон, увозивший голландских евреев в знаменитый лагерь смерти, после него депортация евреев из Вестерборка в Освенцим прекратилась. 30 октября, когда советские войска были приблизительно в ста километрах от лагеря, в женском отделении Освенцима-Биркенау была объявлена селекция. Всё отделение прошло осмотр у доктора Йозефа Менгеле, который отбирал ещё здоровых заключённых для отправки в другой лагерь. Анна и Марго в составе 634 женщин были перевезены в Берген-Бельзен. В ноябре к ним присоединилась госпожа ван Пельс. Вследствие чудовищной антисанитарии зимой 1944—1945 гг. там вспыхнула эпидемия тифа, который подхватили и сёстры Франк. Янни Брандис-Бриллеслейпер и её сестра Лин Ялдати, которые подружились с сёстрами Франк, вспоминали, что в последние дни жизни Марго упала с нар на цементный пол и лежала там в забытьи, однако ни у кого не было сил её поднять. У Анны же была высокая температура и она часто улыбалась в бреду. Марго Франк умерла там в конце февраля или же в начале марта 1945 года в возрасте 18 (если это было до 16 февраля) или 19 лет, а спустя несколько дней умерла Анна. Лин и Янни похоронили их в одной из братских могил Берген-Бельзена. 15 апреля 1945 года лагерь был освобождён англичанами.
Отец девочек Отто Франк был единственным из восьми нелегалов, кто сумел продержаться до освобождения. Когда он вернулся в Амстердам, его коллега Мип Гиз отдала ему дневник Анны, который сумела спрятать во время ареста. В дневнике Анна упоминает, что Марго в убежище тоже вела дневник, но он так никогда и не был найден. В 2003 году были опубликованы письма сестёр Франк, которые они, будучи в Убежище, написали своим американским друзьям.